# Lucasfan Games
Lucasfan Games ist der Name einer 2001 gegründeten Entwickler-Gruppe, die sich auf kostenlose Point-and-Click-Adventures spezialisiert hat. Die von ihr entwickelten Computerspiele sind grafisch als auch inhaltlich stark an klassische Adventure-Titel der US-amerikanischen Softwarefirma LucasArts angelehnt (Fangames).

## Veröffentlichungen

### The New Adventures of Zak McKracken
Das erste Spiel der Gruppe war eine inoffizielle Fortsetzung des Abenteuerspieles Zak McKracken and the Alien Mindbenders. Veröffentlicht wurde es am 17. März 2002. Der Großteil der im Spiel verwendeten Grafiken entstammte einer 256-Farben-Version von Zak McKracken. Diese war ausschließlich in Japan vertrieben und speziell für das FM-Towns-Computersystem von LucasArts in Auftrag gegeben worden. Zunächst erschien das Spiel allein in Deutsch, spätere Versionen erlaubten die Wahl zwischen acht weiteren Sprachen. Trotz seiner großen Verbreitung waren die Meinungen zum Spiel geteilt. So lobte man den nostalgischen Faktor des Spieles, bemängelte jedoch, dass dessen Spieltiefe nicht an die Qualität des Originals heranreiche. Inhaltlich schließt die Fortsetzung direkt an das Original von LucasArts an. Der Zeitungsreporter Zak McKracken, welcher erneut die Hauptfigur darstellt, erhält zu Beginn des Spieles einen Brief aus Bogota. Es handelt sich um einen Erpresserbrief. Seine Freundin Annie Larris wurde entführt und es liegt am Spieler, dem Protagonisten bei ihrer Befreiung zu helfen.

### Maniac Mansion Deluxe
Die zweite Veröffentlichung gilt als das bekannteste Spiel von LucasFan Games. Es handelt sich um ein 256-Farben-Remake des Adventures Maniac Mansion, welches ebenfalls von LucasArts stammt, in einer Auflösung von 320×200 px. Die Spielentwicklung dauerte acht Monate. Das Spiel wurde mit dem Programm Adventure Game Studio erstellt. Es ist in 16 Sprachen verfügbar und erschien im Mai 2004. Sowohl in der Presse, als auch durch die Designer von Maniac Mansion selbst erfuhr dieses Remake viel Anerkennung. Inhaltlich weist das Spiel allerdings nur wenige Unterschiede zum Original aus dem Jahre 1987 auf. Auch hier gilt es, mit einer frei wählbaren Gruppe von Teenagern, die Cheerleaderin Sandy zu befreien, welche vom verrückten Dr. Fred Edison entführt worden ist. Zusätzlich wurden jedoch die Steuerung verbessert und einige Sackgassen, die im Original auftreten konnten, entfernt.

### Maniac Mansion Mania
Im März 2005 wurde ein kurzes Adventure mit dem Titel Maniac Mansion Mania veröffentlicht. Es legte den Grundstein für ein gleichnamiges Community-Projekt, an dem sich zahlreiche andere Programmierer beteiligen. Als Vorbild diente die englischsprachige Fan-Adventure-Serie Reality on the Norm. Bislang gingen aus dem Gemeinschaftsprojekt mehr als 100 weitere Abenteuerspiele hervor. Sie alle basieren auf den Ereignissen von Maniac Mansion und spielen sich meist in der fiktiven Stadt Ronville ab.

### Raiders of the Lost Ark
Gegen Ende des Jahres 2005 rief die Entwicklergruppe eine Umfrage ins Leben. Ziel dieser Umfrage war es, ein Thema für ein neues Fan-Adventure zu finden. Zur Auswahl standen unter anderem ein Remake des Spieles Labyrinth und ein weiteres Spiel im Zak-McKracken-Universum. Als klarer Sieger der Abstimmung ging der Titel Raiders of the Lost Ark hervor. Dieses Spiel sollte eine Software-Umsetzung des Kinofilmes Jäger des verlorenen Schatzes werden und sich an den erfolgreichen LucasArts-Titeln Indiana Jones and the Last Crusade und Indiana Jones and the Fate of Atlantis orientieren. Aufgrund von Rechtsstreitigkeiten wurde das Projekt nie umgesetzt.

## Schließung der Webseite
Im Oktober 2005 kam es zur Schließung der Entwickler-Webseite, die Webseite wurde durch einen Abschiedstext ersetzt: Recent events have forced us to shut down our web appearance. We would like to thank all our fans and supporters who believed in us and our dreams. Mehrere Computerspiele-Magazine berichteten übereinstimmend, dass die Weiterarbeit an dem Computerspiel gestoppt wurde, da den Entwicklern mit rechtlichen Schritten mittels einer Abmahnung (Cease and Desist letter) gedroht wurde. Dies wurde jedoch nie bestätigt. Sämtliche von LucasFan Games bis dahin veröffentlichten Titel waren stets ohne Zustimmung der Firma LucasArts erschienen. Seither ist die Entwicklergruppe nicht mehr öffentlich in Erscheinung getreten. Dennoch wurden Anfang April 2011 einige bislang unbekannte Screenshots des Projektes im Internet veröffentlicht. Das an der Veröffentlichung der Bilder beteiligte Internetportal gab an, dass an dem Computerspiel weiterhin gearbeitet werde. Eine Veröffentlichung des Titels ist jedoch bislang nicht erfolgt.